# Intersect (jeu vidéo)
Pour les articles homonymes, voir Intersect.
Intersect (Digidrive au Japon et en Amérique du Nord) est un jeu vidéo de puzzle développé par Q-Games et édité par Nintendo, sorti le 27 juillet 2006 sur Game Boy Advance (dans la série bit Generations, seulement au Japon) et sur DSiWare en 2009 (dans la série Art Style, en Europe, Amériques, et Japon).

## Accueil
- Nintendo Life : 9/10[2]